# 田村ゆきこ
田村 ゆきこ（たむら ゆきこ、1979年10月11日 - ）は、日本の元お笑い芸人（ピン芸人）、プロショッパー。本名、田村 裕貴子（読み同じ）。
東京都練馬区出身。芸人時代に所属していた事務所はSMA NEET Project。身長163cm、B92cm、W72cm、H94cm。

## 来歴
- 東京都立永福高等学校（現・東京都立杉並総合高等学校）卒業。
- 芸人を目指すようになったきっかけは、高校生の時にある女子高生芸人を見て、それに刺激されたことだったという[1]。
- 1997年から1998年まで、渡辺プロダクション（ワタナベエンターテインメント）に芸人の卵として在籍、渡辺プロライブなどに出演。その後1999年に演技の勉強のためエクスィードアルファに在籍。
- その後フリーとなり、オーディションを多く受けるも結果を出せない時期が続いたが、2000年に『恋のから騒ぎ』（日本テレビ）のオーディションに合格し（本人曰く、これが唯一合格したものだったという）、7期生として出演。当時は太っていたため「牛」またはアフリカ象、マンモスなどと番組中で明石家さんまに言われる。この時の職業は「カラオケ店勤務」「レストラン勤務」となっていた。その後約12kgのダイエットに成功。
- 2005年1月にSMA NEET Projectへ所属。
- 西口プロレスのライブで、リングネーム『タムリン』（メスブタキャラで、インリン様を意識した名前）として出演したことがあった。
- ゆみみ、橋爪ヨウコと3人での自主トークライブ『めんどくさい女たち』を2008年11月から隔月で行っていた（現在は休止中）。
- 2009年4月29日に東京・千川の「BEACH V」で初の単独ライブ『ほじょりんとれました』を行った。また、同年11月1日には2回目の単独ライブ『免許とかないから走る』を同じBEACH Vで行った。
- 2015年に芸人引退。その後、テレビの通販番組に実演販売で出演するプロショッパーに転身した[2]。

## 人物
- 特技は水泳、剣道（三段の段位を持つ）。
- アルバイトで学童保育の先生をしていたことがある。
- 同じ事務所所属のハリウッドザコシショウを師匠と思い、相談相手にもしているという[3]。

## 芸風
- これまでの芸には、太っていた頃の自分の写真と会話するというものなどがあった。その後、『責められ好きなM女』（上半身をロープで縛って、ろうそくを一本持った格好。このキャラでの定番のセリフに「メスブタです!」「イィ～～!」など）というキャラクターでネタを行っていた。このメスブタキャラを始めたのは、ハリウッドザコシショウに「体がメスブタ」ということを言われたことからだったという[3]。
- その他、これまでの持ちキャラクターに『女トラックドライバー』（このキャラでの定番のセリフに「危険危険!」「惚れちまうとこだったわ～」など）や、マリリン・モンローを意識したキャラクター『タムリン・モンロー』、サザエさんの登場人物のワカメ、浜田ブリトニー、矢野顕子などのそれぞれのキャラクターに扮した漫談、一人コントなどがある。体の縦半分が田中眞紀子、残りの縦半分が浜田ブリトニーなど二つのキャラクターを織り交ぜた格好で、一人漫才という設定のネタを行うこともある。
- 田中眞紀子の物真似が得意であり、この物真似で『とんねるずのみなさんのおかげでした』（フジテレビ）のコーナー『博士と助手〜細かすぎて伝わらないモノマネ選手権〜』の第10回（2007年3月29日放送）に出場している（この時演じたのは『わずか2行で全ての感情を表現する田中眞紀子』）。なお、『恋のから騒ぎ』の14期生に“田中眞紀子”と呼ばれているメンバーがいたが、「親近感を持っている」というようなことを言っていたことがある[4]。

## 出演

### テレビ
- お笑い向上委員会 笑わせろ! （テレビ朝日）
- ウッチャンナンチャンの炎のチャレンジャーこれができたら100万円!! （テレビ朝日）
- 恋のから騒ぎ （日本テレビ）
- お笑い図鑑 ハマヌキ（tvk）
- とんねるずのみなさんのおかげでした - 博士と助手〜細かすぎて伝わらないモノマネ選手権〜 （フジテレビ）
- エンタの天使 （日本テレビ　第3回、キャッチコピーは『一匹女狼（いっぴきおおかみ）の恋愛日記』）
- あらびき団 （TBSテレビ、2008年4月9日初出演）
- ものまねバトル☆CLUB（日本テレビ）
- ぶちぬき女芸人 （あっ!とおどろく放送局）- 2010年5月31日

### ライブ
- SMAトライアウトライブ（笑）

ほか多数